# Salasteeni
Salasteeni är en ö i Finland.   Den ligger i kommunen Sagu i den ekonomiska regionen  Åbo ekonomiska region  och landskapet Egentliga Finland, i den södra delen av landet, 140 km väster om huvudstaden Helsingfors.